# Vern Taylor
Vern Taylor ist ein ehemaliger kanadischer Eiskunstläufer, der im Einzellauf startete.
1978 und 1979 wurde Taylor kanadischer Vize-Meister hinter Brian Pockar. Er nahm an den Weltmeisterschaften 1978 und 1979 teil, wo er 12., bzw. 15. wurde. In Erinnerung blieb er aber nicht aufgrund seiner Resultate, sondern weil er bei der Weltmeisterschaft 1978 als erster Eiskunstläufer überhaupt, einen dreifachen Axel in einem Wettbewerb stand, allerdings bekam er Abzüge für seine Landung.

## Ergebnisse
| Wettbewerb / Jahr          | 1976 | 1977 | 1978 | 1979 |
| -------------------------- | ---- | ---- | ---- | ---- |
| Weltmeisterschaften        |      |      | 12.  | 15.  |
| Kanadische Meisterschaften | 1. J | 3.   | 2.   | 2.   |

- J = Junioren